# Una tigre in cielo
Una tigre in cielo (The McConnell Story) è un film del 1955 diretto da Gordon Douglas.
È un film di guerra a sfondo drammatico statunitense con Alan Ladd, June Allyson, James Whitmore e Frank Faylen. È una drammatizzazione della vita e della carriera del pilota dell'Air Force Joseph C. McConnell (1922-1954), che servì nella seconda guerra mondiale, come navigatore, e quindi nella guerra di Corea, come pilota di F-86 Sabre.

## Trama
La storia vera del pluridecorato ufficiale dell'USAF Joseph McConnell. Arruolato nel Corpo Sanitario dell'Esercito, grazie alla sua passione per il volo riesce a passare all'Aeronautica. Combatte nella seconda guerra mondiale come ufficiale di rotta sui bombardieri. Rimasto nell'USAF dopo la fine del conflitto, dopo aver frequentato il corso per ufficiali piloti passa ai caccia e diventa un asso dei jet durante la guerra di Corea. Riceve decorazioni e onori ma tornato negli Stati Uniti muore collaudando un nuovo apparecchio.

## Produzione
Il film, diretto da Gordon Douglas su una sceneggiatura di Ted Sherdeman e Sam Rolfe e un soggetto dello stesso Sherdeman, fu prodotto da Henry Blanke per la Warner Bros. e girato dal 24 novembre 1954 a fine gennaio 1955. Il generale Otto P. Weyland,, accreditato come O.P. Weyland, appare in una introduzione nelle vesti di se stesso e dedica il film agli uomini dell'aviazione militare statunitense.

## Distribuzione
Il film fu distribuito con il titolo The McConnell Story negli Stati Uniti nel settembre 1955 al cinema dalla Warner Bros.
Altre distribuzioni:
- in Germania Ovest il 2 dicembre 1955 (Starfighter Tiger e Wolkenstürmer)
- in Giappone l'11 dicembre 1955
- in Francia il 30 dicembre 1955 (Le tigre du ciel)
- in Svezia il 27 febbraio 1956 (Rymdens tigrar)
- in Austria nel marzo del 1956 (Wolkenstürmer)
- in Finlandia il 18 maggio 1956 (Pilvien tiikerit)
- in Portogallo il 14 maggio 1957 (Suprema Ambição)
- in Danimarca il 9 settembre 1957 (Tigereskadrillen)
- in Spagna il 23 maggio 1970 (Tigres en el cielo) (in TV)
- in Brasile (Voando para o Além)
- nel Regno Unito (Tiger in the Sky)
- in Grecia (O sminarhos Tyfon)
- in Italia (Una tigre in cielo)
- in Venezuela (El tigre del cielo)